# Ochetorhynchus
Genre
Ochetorhynchus est un genre d'oiseaux de la famille des Furnariidae, comptant quatre espèces peuplant l'Amérique du Sud.

## Taxinomie
Quatre espèces sont reconnues par la classification du Congrès ornithologique international (version 6.1, 2016), avec les sous-espèces suivantes :
- Ochetorhynchus ruficaudus Meyen, 1834 — Upucerthie à bec droit
  - Ochetorhynchus ruficaudus montanus (d'Orbigny & Lafresnaye, 1838)
  - Ochetorhynchus ruficaudus famatinae (Nores, 1986)
  - Ochetorhynchus ruficaudus ruficaudus Meyen, 1834
- Ochetorhynchus andaecola (d'Orbigny & Lafresnaye, 1838) — Upucerthie des rochers
- Ochetorhynchus phoenicurus (Gould, 1839) — Annumbi rougequeue
- Ochetorhynchus melanurus (G.R. Gray, 1846) — Chilia des rochers
  - Ochetorhynchus melanurus atacamae (Hellmayr, 1925)
  - Ochetorhynchus melanurus melanurus (G.R. Gray, 1846)